# Gynoplistia flavofemorata
Gynoplistia flavofemorata är en tvåvingeart som beskrevs av Alexander 1928. Gynoplistia flavofemorata ingår i släktet Gynoplistia och familjen småharkrankar. Inga underarter finns listade i Catalogue of Life.